# Relations entre le Danemark et l'Estonie
Les relations entre le Danemark et l'Estonie sont les relations bilatérales du Danemark et de l'Estonie, deux États membres de l'Union européenne. Ces relations sont considérées comme « très bonnes » et « constructives » et reposent sur l'appartenance des deux États à l'UE mais également à d'autres organisations telles que le Conseil des États de la mer Baltique, le groupe des Huit pays nordiques et baltes (NB8, de l'anglais Nordic-Baltic Eight) ou encore l'Organisation du traité de l'Atlantique nord.

## Histoire

### Estonie danoise (1319-1346)
Le Danemark conquit le nord de l'Estonie en 1319 tandis que les Chevaliers Porte-Glaive prirent possession du sud. C'est durant la bataille de Lyndanisse face aux Estoniens que le drapeau du Danemark apparaît aux troupes danoises. Le territoire resta danois jusqu'au soulèvement estonien de 1343, quand les territoires furent occupés par l'ordre Teutonique et vendu par le Danemark en 1346

### XXesiècle: Estonie moderne

#### Premières relations diplomatiques entre-deux guerres (1921-1939)
Le Danemark reconnut l'indépendance de l'Estonie en 1932. Le 30 mai 1930, un accord de réciprocité fut signé.

#### Seconde Guerre mondiale et annexion par la Russie (1940-1991)
En août 1940, l'Estonie est envahie par l'armée soviétique et la République socialiste soviétique d'Estonie rejoint l'Union soviétique. Elle est occupée ensuite par l'Allemagne nazi jusqu'en 1944, date à laquelle elle est de nouveau annexé par l'Union soviétique. Elle en restera partie intégrante jusqu'en 1991.

#### Indépendance de l'Estonie
Le 24 août 1991, le Danemark devient le deuxième pays à reconnaître de nouveau l'indépendance de l'Estonie de l'Union soviétique. Les relations diplomatiques sont rétablies au même moment.
En 1992, un cadre bilatéral d'aides est établi, pour la période s'étendant jusqu'à 2003, afin d'octroyer l'équivalent de 2,3 milliards de couronnes danoises à l'Estonie. Cette aide est utilisée pour soutenir l'Estonie a améliorer ses programmes environnementaux (incluant notamment l'énergie, etc.), ses capacités de défense (en prévision de l'adhésion à l'OTAN) et la préparation de l'intégration à l'UE.
En mai 1993, le Danemark et l'Estonie signent un accord abolissant les visas entre les deux pays.
En 1994, un accord de coopération en matière de défense est signé.

### XXIesiècle

#### Adhésion de l'Estonie à l'Union européenne
Le 4 juin 2003, le Danemark devint le premier État à ratifier le traité d'Athènes permettant l'adhésion de l'Estonie à l'Union européenne le 1er mai 2004.

#### Depuis l'adhésion à l'Union
Le 14 septembre 2017, le ministre des Affaires étrangères danois Anders Samuelsen s'est rendu en Estonie où il a rencontré son homologue estonien Sven Mikser pour discuter des relations bilatérales, du partenariat oriental, de la lutte contre la corruption en Ukraine, de la lutte contre les fakes news (l'Estonie ayant de l'expérience dans ce domaine) et de l'arrivée des soldats danois de la NATO Enhanced Forward Presence.

## Coopérations thématiques

### Défense
Le Danemark a soutenu le développement des institutions de défense de l'Estonie, notamment soutenant des projets internationaux. Cela a résulté en la signature d'un accord de coopération en matière de défense en 1994, le premier accord de ce type signé par l'Estonie.
L'Estonie et le Danemark ont tous les deux participé à la Force internationale d'assistance à la sécurité dans la province d'Helmand en Afghanistan. En 2016, des soldats estoniens soutenaient le contingent danois dans la province d'Anbar en Irak.
Le Danemark participe également à la mission Baltic Air Policing, visant à sécuriser l'espace aérien des pays baltes, et a été déployée entre le 28 avril jusqu'au 1er septembre 2014 (basé à Ämari), puis à nouveau à partir du 1er janvier 2018. Début 2018, les soldats danois, au nombre de 200, remplacent les forces françaises de la NATO Enhanced Forward Presence.
Le pays avait également participé à la rotation aérienne sur les États baltes en 2009, 2011 et 2013.

### Économie
En 2015, les exportations danoises vers l'Estonie s'élevaient à 235,5 millions d'euros, tandis que les exportations estoniennes vers le Danemark s'élevaient à 334,7 millions d'euros.

## Sources

## Compléments